# Prihodiște (Bosoród község)
Prihodest románul: Prihodiștie, falu Romániában, Erdélyben, Hunyad megyében.

## Fekvése
Lunkány (Luncani) mellett fekvő település.

## Története
Korábban Lunkány (Luncani) része volt.
1966-ban 153 lakosából 148 román, 5 magyar, 1977-ben 98 lakosából 96 román, 2 magyar volt.
1992-ben 47, a 2002-es népszámláláskor 34 román lakosa volt.